# فرنسا في العصور الوسطى
تعرف مملكة فرنسا في العصور الوسطى (من القرن التاسع إلى منتصف القرن الخامس عشر تقريبًا) بتفكك الإمبراطورية الكارولنجية ومملكة الفرنجة الغربيين (843-987)، وتوسعت سيطرة أسرة كابيه الملكية (987–1328)، بما في ذلك صراعهم مع إمارات مستقلة فعليًا (الدوقيات والمقاطعات، مثل منطقتي نورمان وأنجفين) التي توسعت بعد غزوات الفايكنغ ومن خلال التفكيك التدريجي للإمبراطورية الكارولنجية وإنشاء وتوسيع نطاق الرقابة الإدارية/ الحكومية (لا سيما تحت قيادة فيليب الثاني أوغستوس ولويس التاسع) في القرن الثالث عشر، وصعود عائلة فالوا (1328–1589)، بما في ذلك أزمة الأسرة الممتدة خلال حرب المئة عام مع مملكة إنجلترا (1337–1453) التي تضاعفت بوباء الموت الأسود الكارثي (1348)، الذي وضع البذور لدولة أكثر مركزية وتوسعًا في الحقبة الحديثة المبكرة وخلق شعورًا بالهوية الفرنسية.
حتى القرن الثاني عشر، شهدت الفترة تطوير وتوسيع النظام الاقتصادي الإقطاعي (بما في ذلك ربط الفلاحين بالأرض من خلال القنانة)، وتوسيع النظام الإقطاعي للحقوق والواجبات السياسية بين اللوردات والإقطاعيات، وهذا ما سمي «بالثورة الإقطاعية» في القرن الحادي عشر والتي سيطر خلالها حتى أصغر اللوردات على الأراضي المحلية في العديد من المناطق، واستولى الإقطاعيون المحليون والإقليميون على مختلف الحقوق الإدارية والمالية والقضائية. منذ القرن الثالث عشر، استعادت الدولة تدريجيًا السيطرة على عدد من هذه القوى الضائعة. أدت أزمات القرنين الثالث عشر والرابع عشر إلى عقد جمعية استشارية، وهي «الأملاك العامة»، وإلى نهاية فعالة للقنانة.
منذ القرن الثاني عشر والثالث عشر، كانت فرنسا مركزًا (وغالبًا ما كانت منشئًا) للإنتاج الثقافي النشط الذي امتد عبر معظم أنحاء أوروبا الغربية، بما في ذلك الانتقال من الهندسة المعمارية الرومانسكية إلى العمارة القوطية (التي نشأت في القرن الثاني عشر في فرنسا) والفن القوطي، وتأسيس جامعات العصور الوسطى (مثل جامعات باريس (المعترف بها في 1150)، ومونبلييه (1220)، وتولوز (1229)، وأورليانز (1235)) وما يسمى «عصر النهضة في القرن الثاني عشر»، ونمو مجموعة من الأدب العامي العلماني (بما في ذلك أغاني البطولة، ورواية الفروسية، وتروبادور (شعراء أو موسيقيين)، وتروفير (ملحنين)، وما إلى ذلك)، وموسيقى العصور الوسطى (مثل ازدهار مدرسة نوتردام لتعدد الأصوات من نحو عام 1150 إلى 1250 والتي تمثل بداية ما يعرف تقليديًا باسم الفن القديم).

## الجغرافيا
اعتقد الحكام الفرنسيون منذ العصور الوسطى وما بعدها أن لممالكهم حدودًا طبيعية: جبال البرانس وجبال الألب ونهر الراين. استخدموا هذا كذريعة للسياسة العدوانية والغزوات المتكررة. بيد أن الاعتقاد لا يستند في الواقع إلى أي أساس يذكر لأن هذه الأراضي ليست كلها جزءًا من المملكة، وسلطة الملك داخل مملكته متقلبة جدًا. تألفت مملكة فرنسا من أراضي ذات تنوع جغرافي كبير، إذ تمتعت المناطق الشمالية والوسطى بمناخ معتدل بينما كان الجزء الجنوبي أقرب إلى مناخ البحر الأبيض المتوسط. في حين كانت هناك اختلافات كبيرة بين الأجزاء الشمالية والجنوبية من المملكة، كانت هناك اختلافات متساوية في الأهمية تبعًا لبعد الجبال: جبال الألب بصورة رئيسية، جبال البرانس، جبال الكتلة المركزية (ماسيف سنترال). استخدمت فرنسا أنهارًا مهمة كمجاري مائية: نهر لوار، ونهر الرون، ونهر السين، فضلاً عن نهر جارون. وجدت هذه الأنهار في وقت أبكر من بقية المدن المهمة التي تأسست على ضفافها، لكن فُصلت عن طريق الغابات الكبيرة والمستنقعات والأراضي الوعرة الأخرى.
قبل أن يحتل الرومان الغال، عاش الغال في قرى منظمة في قبائل موسعة. أشار الرومان إلى أصغر هذه المجموعات على أنها باغي وإلى أوسعها على أنها سيفيتاس. غالبًا ما أُخِذ هؤلاء الباغي والسيفيتاس كأساس للإدارة الإمبراطورية وبقوا على قيد الحياة حتى العصور الوسطى عندما أصبحت عواصمهم مراكز الأسقفية. وبقيت هذه الأقاليم الدينية حتى موعد الثورة الفرنسية. خلال فترة الإمبراطورية الرومانية، اكتظ جنوب الغال بالسكان وهذا سبب تواجد عدد أكبر من الأساقفة هناك في البداية، بينما تقلص عددهم في شمال فرنسا بسبب الغزوات البربرية وأصبحوا محصنين بشدة لمقاومة الغزاة.
تتعقد مناقشة مساحة فرنسا في العصور الوسطى بسبب صعوبة التمييز بين الأراضي التي يملكها الملك شخصيًا (المجال الملكي) والأراضي التي يحتفظ بها لورد آخر. لم يتم الحفاظ على الدولة الموروثة من مقاطعة الغال الرومانية بالكامل من قبل مملكة الفرنجة والإمبراطورية الكارولنجية، وبحلول السنوات الأولى لسلالة كابيه الحاكمة، كانت المملكة الفرنسية مجرد خيال. اقتصر (المجال الملكي) لأسرة كابيه على المناطق المحيطة بباريس وبورج وسينس. كانت الغالبية العظمى من الأراضي الفرنسية جزءًا من آكيتين، ودوقية نورماندي، ودوقية بريتاني، ومقاطعة شامبانيا، ودوقية بورغونيا، ومقاطعة فلانديرز وغيرها من المناطق (للاطلاع على خريطة، انظر مقاطعات فرنسا). من حيث المبدأ، يدين اللوردات بالإجلال للملك الفرنسي لامتلاكهم الأراضي، لكن في الواقع لم يكن للملك في باريس سيطرة تذكر على هذه الأراضي، وكان من المفترض أن يربك هذا توحيد نورماندي وآكيتين وإنجلترا في ظل سلالة بلانتاجينت الحاكمة في القرن الثاني عشر.
قام فيليب الثاني أوغست بتوسعة فرنسية هائلة في القرن الثالث عشر، لكن معظم عمليات الاستحواذ هذه ضاعت بسبب النظام الملكي «الإقطاعة» (منح المناطق لأفراد الأسرة الملكية لإدارتها) ومن خلال الخسائر في حرب المئة عام. في القرن الخامس عشر فقط، سيطر شارل السابع ولويس الحادي عشر على معظم فرنسا الحديثة (باستثناء بروتاني، نبرة، وأجزاء من شرق وشمال فرنسا).
كان الطقس في فرنسا وأوروبا في العصور الوسطى أكثر اعتدالًا مما كان عليه أثناء الفترات التي سبقتها أو التي تلت ذلك. يرتبط جزء من النمو السكاني في فرنسا في هذه الفترة ارتباطًا مباشرًا بهذا الطقس المعتدل وتأثيره على المحاصيل والماشية.

## الديموغرافيا
في نهاية العصور الوسطى، كانت فرنسا المنطقة الأكثر اكتظاظًا بالسكان في أوروبا، إذ تجاوزت إسبانيا وإيطاليا بحلول عام 1340. قُدر عدد سكان المنطقة التي تغطيها فرنسا الحديثة بنحو 17 مليون نسمة، في القرن الرابع عشر، قبل وصول الموت الأسود. عدد سكان باريس مثير للجدل. ناقش جوزايه راسل أنه في أوائل القرن الرابع عشر كان العدد 80,000، على الرغم من أنه أشار إلى أن بعض العلماء الآخرين اقترحوا 200,000. جعلها العدد الأعلى أكبر مدينة في أوروبا الغربية، ووضعها العدد الأدنى خلف البندقية التي بلغ عدد سكانها 100,000 وفلورنسا التي بلغ عدد سكانها 96,000. قتل الموت الأسود ما يقدر بثلث السكان منذ أن ظهر عام 1348. أدت حرب المئة عام المتزامنة إلى إبطاء الانتعاش. استمر ذلك حتى منتصف القرن السادس عشر قبل أن يعود السكان إلى مستويات منتصف القرن الرابع عشر.
في أوائل العصور الوسطى، كانت فرنسا مركزًا للتعلم اليهودي، لكن الاضطهاد المتزايد وسلسلة من عمليات الطرد في القرن الرابع عشر تسببت في معاناة كبيرة لليهود الفرنسيين. انظر تاريخ اليهود في فرنسا.